# Кальвіньяско
Кальвіньяско (італ. Calvignasco) — муніципалітет в Італії, у регіоні Ломбардія, метрополійне місто Мілан.
Кальвіньяско розташоване на відстані близько 480 км на північний захід від Рима, 20 км на південний захід від Мілана.
Населення — 1193 особи (2014).

## Демографія
Населення за роками:

Станом на 1 січня 2023 року в муніципалітеті офіційно проживало 68 іноземців з 18 країн, серед них 38 громадян країн Євросоюзу та 2 громадяни України.

## Сусідні муніципалітети
- Бубб'яно
- Казорате-Примо
- Розате
- Вернате